# Les Champs-Élysées
《Les Champs-Élysées》는 미국계 프랑스 가수 조 다신의 1969년 노래이다. 영국의 록 밴드 제이슨 크레스트가 1968년 발매한 싱글 "Waterloo Road"의 가사와 제목을 바꾸어 프랑스어로 커버한 노래이다.
프랑스 파리의 샹젤리제 거리를 다니는 화자의 시점을 그린 작품이다. 한국에서는 후렴구 "샹젤리제에서" (Aux Champs-Élysées)에서 유래한 《오 샹젤리제》라는 제목으로도 알려져 있으며, 프랑스와 파리를 상징하는 노래로서 유명하다.

## 상세
《Les Champs-Élysées》는 마이클 앤토니 데이건과 마이크 윌시가 작곡하고 영국 록 밴드 제이슨 크레스트가 부른 1968년 영어 노래 "Waterloo Road"를 원곡으로 하고 있다. 조 다신의 싱글은 피에르 들라노에가 프랑스어 가사 각색을, 장 뮈지가 편곡을 맡았다.
"Les Champs-Élysées"는 1969년 CBS 레코드에서 7인치 싱글로 발매되었으며 B면에는 "Le Chemin de papa"가 수록됐다. 이후 조 다신의 1969년 정규앨범 《Joe Dassin (Les Champs-Élysées)》에도 수록됐으며, 나중에는 영어, 독일어, 이탈리아어, 일본어판도 발매하였다.
제이슨 크레스트의 원곡이 그다지 성공을 거두지 못한 반면, 조 다신의 싱글은 유럽 여러 국가와 일본 등 해외에서 성공을 거두어, 프랑스 본토에서만 600,000장이 팔리는 등  뛰어난 성적을 거뒀다. 1969년 아카데미 샤를크로스에서 그랑프리 뒤 디스크상을 수상하기도 했다.

## 트랙리스트
7인치 싱글 (CBS 4281)
1. "Les Champs-Élysées" (2:40)
2. "Le Chemin de papa" (2:22)